# Adamstown (ort i Irland)
Adamstown är en ort i republiken Irland.   Den ligger i grevskapet Loch Garman och provinsen Leinster, i den sydöstra delen av landet. Adamstown ligger 79 meter över havet och antalet invånare är 258.
Terrängen runt Adamstown är platt. Trakten runt Adamstown består i huvudsak av jordbruksmark.